# Globe Theatre

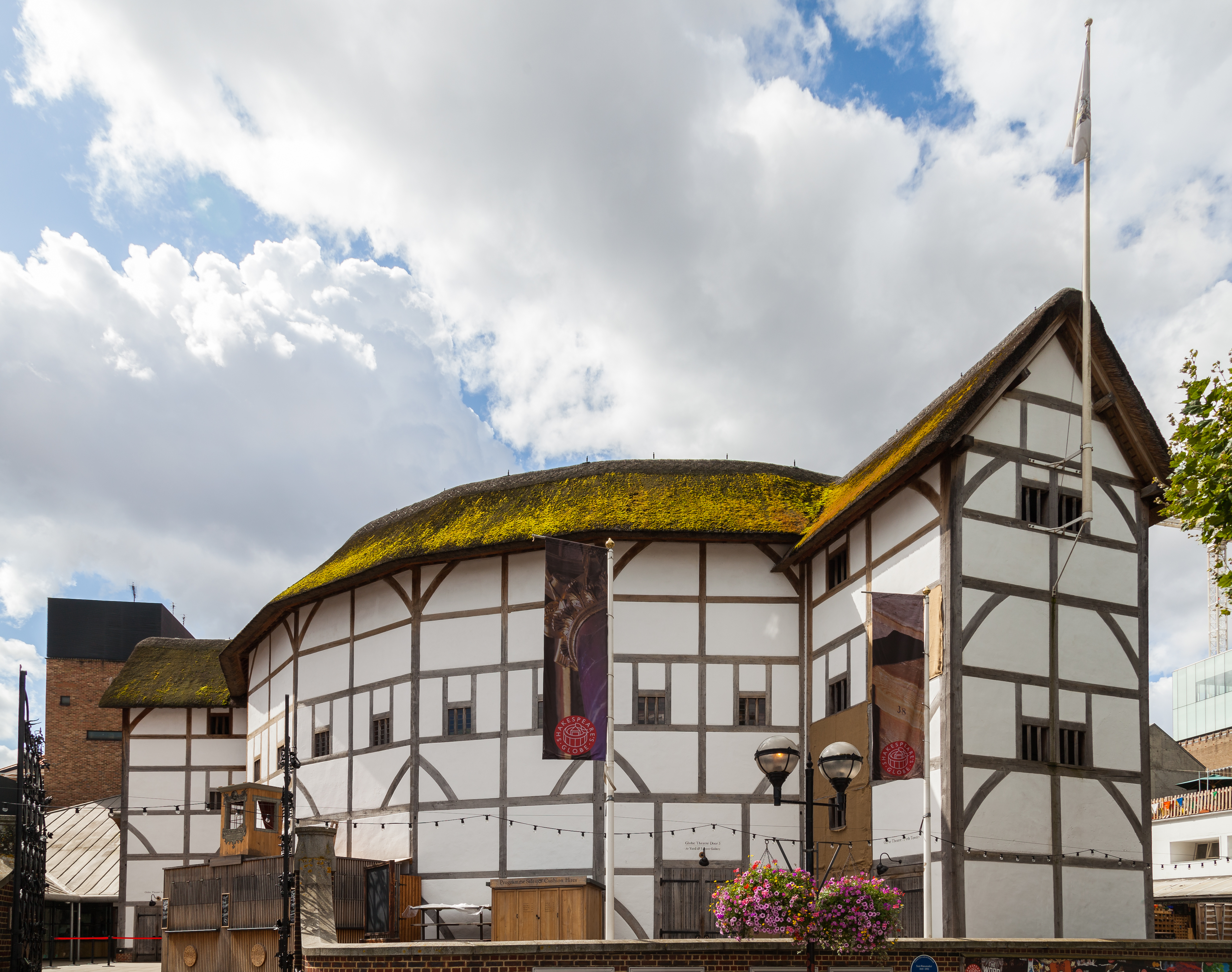
Den återuppbyggda Globe Theatre, 2014.

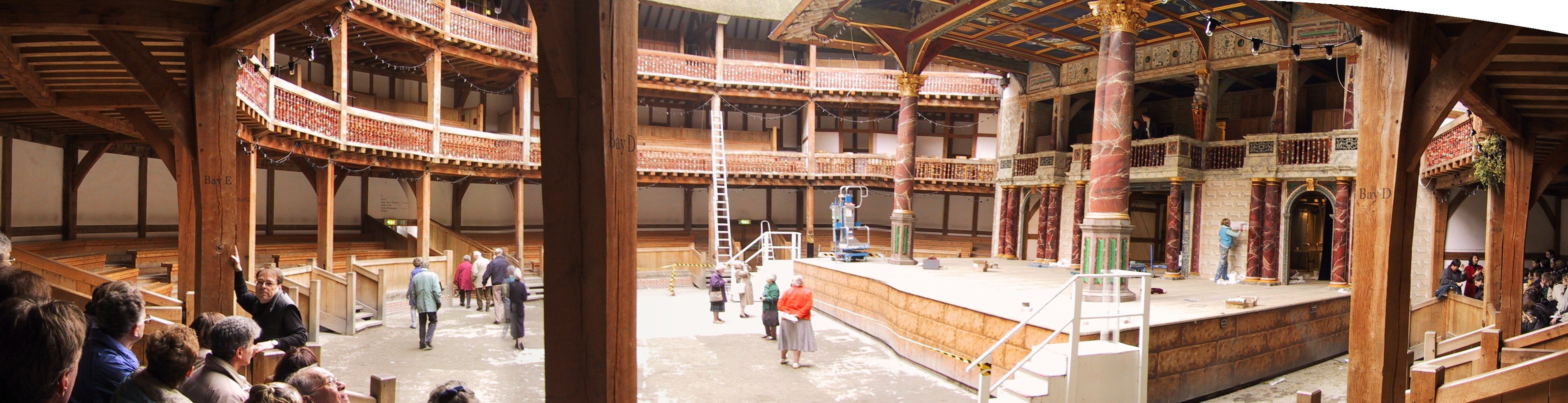
Den återuppbyggda scenen, 2001.

På Globe Theatre i London uruppfördes flera av Shakespeares pjäser. Den uppfördes 1599 av Cuthbert och Richard Burbage men brann ner den 29 juni 1613. 

## Historik
The Globe Theatre uppfördes för att ersätta den första egentliga teatern i London, The Theatre. 
Den rymde omkring 2 000 åskådare, och man spelade under bar himmel och i dagsljus. Teaterbyggnaden var mångformig och i två våningar. Bakom scenen fanns omklädningsrum och ovanför dem ett galleri där orkestern (eller ibland en del av publiken) rymdes. Runtom fanns gallerier för åskådarna. Det fanns ett maskineri, från vilket himmelska väsen kunde sänkas ner på scenen, men några kulisser på scenen förekom knappast.
Efter att den ursprungliga Globe Theatre brunnit ned uppfördes en ny teater med samma namn på samma plats 1614, men den revs 1644.
Teatern är återuppbyggd på en ny plats omkring 200 meter ifrån den ursprungliga platsen. Den nya byggnaden invigdes 1997 med namnet Shakespeare's Globe och används idag åter till skådespel, främst Shakespeare-pjäser.
Den ligger på Themsens södra strand, i det område där flera av de andra berömda teatrarna från 1600-talet låg.
Gielgud Theatre kallades Globe Theatre mellan 1906 och 1994.

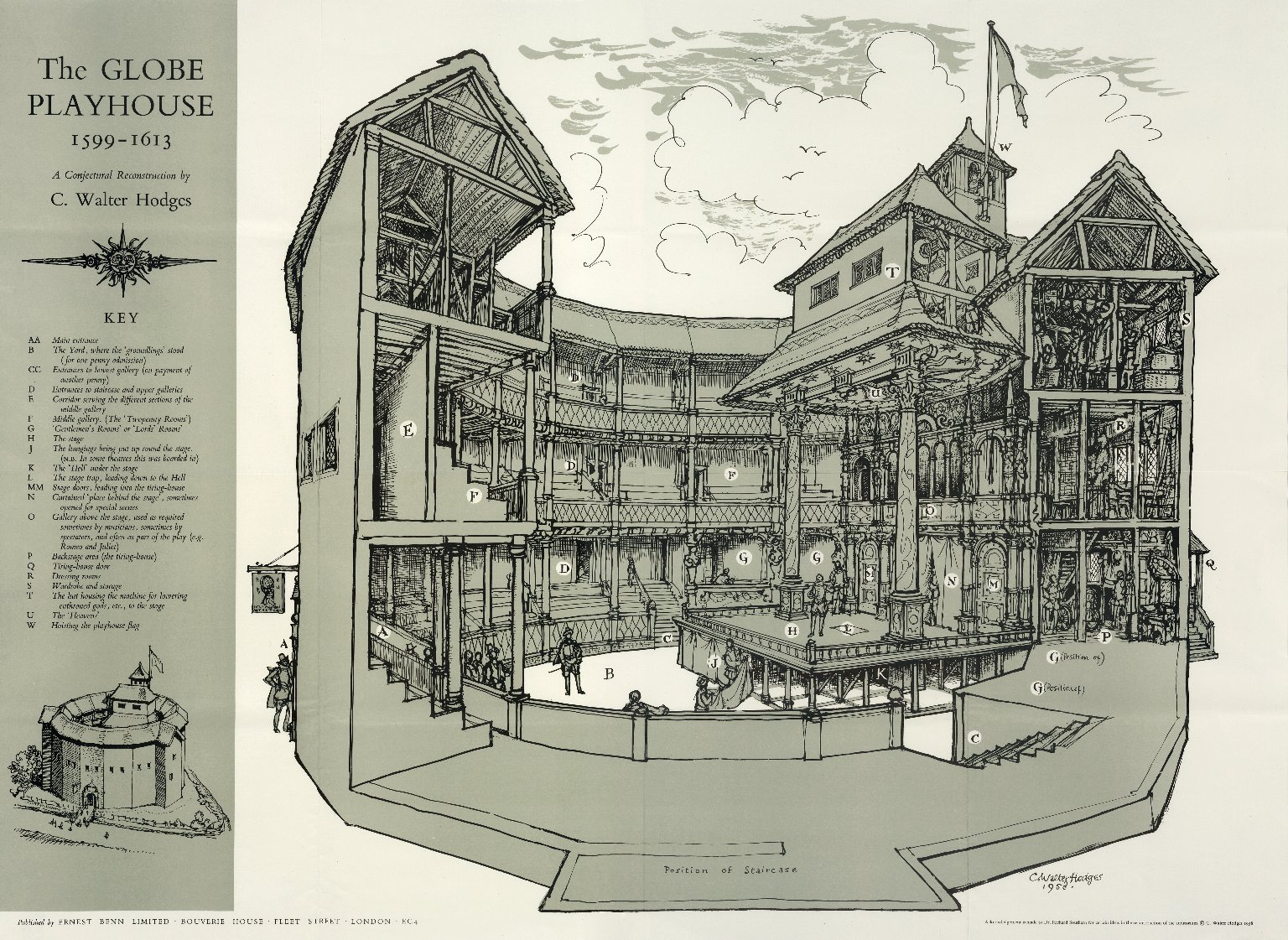
Rekonstruktion av den ursprungliga Globe Theatre av C.M. Hodge.